# Реформаторска црква у Врбасу
Реформатска црква у Врбасу је подигнута у периоду од 1822. до 1824. године и има статус споменика културе у категорији непокретних културних добара од великог значаја.
Реформатска црквена општина је почела са припремама за градњу цркве већ 1811. године тако да се већ 1819. године располагало са грађевинским материјалом који је био довољан  за почетак градње. Одуговлачење са почетком градње је било условљено питањем парцеле на којој ће се црква изградити. Када је 1811. године евангелицима било одређено место за градњу цркве на којем она и данас стоји, реформаторима је било понуђено место на углу некадашње  , данас улица Саве Ковачевића, са којим они нису били задовољни. Тек у фебруару 1821. године је окончан спор између евангеличке и реформатске црквене општине одређивањем локације на којој се данас налазе обе цркве.
Црква је подигнута, под утицајем класицизма, као једнобродна грађевина по пројекту Јакоба Најшвендера из Куле, за време службовања месног свештеника Паула Кармана. Била је завршена у марту 1824. године.
Иако звоник није био потпуно завршен, постављена су два звона. Црква је освећена 17. октобра 1824. године. У оно време је реформатска црква убрајана у најлепше цркве у земљи. Унутрашњи простор је подељен на три травеја удвострученим пиластрима са профилисаним капителима, полукружном апсидом исте ширине као и наос. Изнад наоса је подигнут хор, док је у апсиди проповедаоница. Она стоји у средини задњег зида изнад олтара и постављена је 1840. године. Изнад западног прочеља се уздиже звоник са високом лименом капом. Главни портал је уоквирен са по два стуба чији су капители у облику лотосовог листа. Изнад је троугласти тимпанон, са представом Ока свевидећег у средини. Тридесетих година 19. века је Стефан Брехт поставио сатове на торњевима реформатске и евангеличке цркве.
У цркви се налазе оргуље из 1842. године. Оргуље је израдио Стефан Брехт.
Како вера наглашава чистоту и скромност, два реда прозорских отвора омогућавају појачану светлост, тиме се потенцира утисак чистоте, на чему је градитељ највише инсистирао. За време буне 1848/49. је и црквена општина страдала. Однесен је већи део опреме за обављање богослужења. Црквене књиге (матрикуле) су биле сакривене у поткровљу цркве и остале су неоштећене. Године 1861. је довршен торањ цркве и тиме је завршена градња цркве. Црква је више пута реновирана.